# 広島朝鮮初中高級学校

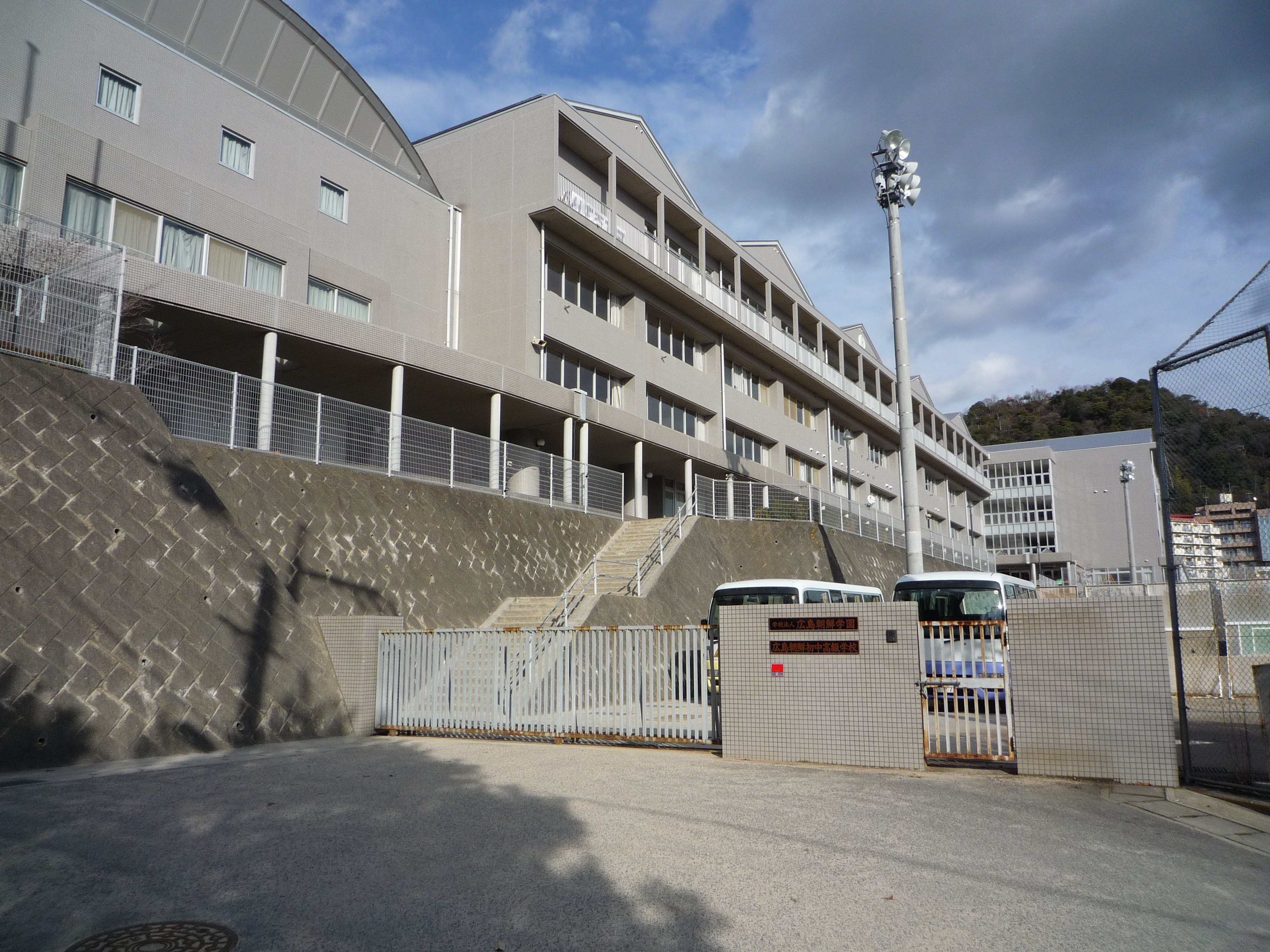
広島朝鮮初中高級学校

広島朝鮮初中高級学校（ひろしまちょうせんしょちゅうこうきゅうがっこう; 히로시마조선초중고급학교）は、学校法人広島朝鮮学園が運営する広島県広島市東区にある朝鮮学校。中四国地域で唯一、高級部を設置し付属の幼稚園(幼稚班)も併設している。
日本の小中高等学校に相当する教育を行っている各種学校(非一条校)である。
1990年以降、高級部は広島県立西高等学校(通信制）に同時入学して高校卒業資格を取得できる制度を設けている。
生徒達は定期的に西高へ授業を受けに行き、時には西高の教諭が、広島朝鮮初中高級学校に出向いて授業を行っている。

## 沿革
- 1945年 - 広島県大竹市に国語(朝鮮語)講習所として創立
- 1946年 - 広島朝鮮初級学校創立(旧称：朝聯大竹初等学院)　同年4月16日が、創立記念日となる。
- 1953年 - 9月9日、広島県安芸郡海田町に広島朝鮮中級学校創立
- 1955年 - 大竹の初級学校を広島朝鮮第１初級学校へ改称、呉市の初級学校を広島朝鮮第２初級学校へ改称
- 1960年 - 広島朝鮮中級学校に高級部を併設、広島朝鮮中高級学校へと改称
- 1963年 - 鉄筋校舎竣工、寄宿舎の改築
- 1965年 - 学校法人広島朝鮮学園として認可を受ける(1965年12月)
- 1970年 - ２号館(校舎)落成
- 1971年 - ４階建て寄宿舎落成
- 1977年 - 高級部2年次からのコース別(文系・理系)学級編成を導入
- 1996年 - 広島朝鮮第１初級学校及び広島朝鮮中高級学校が、現在地である広島市東区山根町へ移転。両校が合併し、広島朝鮮初中高級学校へと改称
- 1997年 - 高級部ボクシング部が、全国高等学校総合体育大会広島県大会(ライトフライ級)において初優勝し、全国大会へ初出場（８位）
- 2000年 - 学校週５日制（2003年度より完全実施）研究校として指定される。
- 2001年 - 高級部サッカー部が全国高等学校総合体育大会広島県大会において初優勝し、全国大会(熊本)への初出場を果たす。
- 2003年 - ｢韓国全国教職員労働組合大邱支部｣との定期交流始がまる。
- 2004年 - 女子生徒夏季制服に第2制服制を導入(第1制服は、夏季チマチョゴリ風制服)
- 2005年 - 広島被爆50周年の被爆桜記念植樹式に秋葉忠利広島市長来校
- 2006年 - 高級部ボクシング部が、全国高等学校総合体育大会広島県大会において優勝し、全国大会(兵庫)への出場。同年、初級部サッカー部が、初の海外遠征を行う(中国-上海)
- 2011年 - 学校創立65周年
- 2015年 - 吹奏楽部(部員数:29名)が、第56回広島県吹奏楽コンクール(高校Aの部)において金賞を受賞し、広島県代表(代表枠:6校)として初の中国支部大会への進出を果たす。第54回中国吹奏楽コンクール(全日本吹奏楽コンクール中国大会・高校Aの部)において銀賞(採点表による順位では、出場校21団体中17位、同じく銀賞の鳥取県立境高校と同点の80点であった)を受賞 [2]

## 学科
- 高級部
- 中級部
- 初級部
- 幼稚班

## 出身者
- 梁圭史（元サッカー選手）
- 白佳和（プロゴルファー）
- 李漢宰（元サッカー選手）
- 裵ジョンミョン（俳優）
- 李千恵（ソプラノ歌手）

## 生徒数
2014年の時点で約200人
2022年の時点で83人

## 所在地
- 〒732-0048 広島市東区山根町37-50